# تری انیونی
تری آنیونی (انگلیسی: Trey Nyoni؛ زادهٔ ۳۰ ژوئن ۲۰۰۷) بازیکن فوتبال اهل بریتانیا است که در حال حاضر برای باشگاه فوتبال لیورپول بازی می‌کند.
از باشگاه‌هایی که در آن بازی کرده است می‌توان به باشگاه فوتبال لیورپول اشاره کرد.
وی همچنین در تیم‌های ملی فوتبال زیر ۱۶ سال انگلستان، زیر ۱۷ سال انگلستان، زیر ۱۸ سال انگلستان و زیر ۱۹ سال انگلستان بازی کرده است.

## دوران باشگاهی
انیونی یک هافبک مرکزی، در سیستم جوانان لسترسیتی بود. او در سن ۱۵ سالگی برای تیم زیر ۱۸ سال این باشگاه بازی کرد و در ۱۳ بازی در لیگ برتر زیر ۱۸ سال در فصل ۲۰۲۲–۲۳ دو گل به ثمر رساند. او در سپتامبر ۲۰۲۳ به باشگاه فوتبال لیورپول پیوست. گفته می‌شود که دو باشگاه نتوانستند بر سر هزینه‌ای که باید توسط یک دادگاه تعیین می‌شد، به توافق برسند. در سپتامبر ۲۰۲۳، او گل برتری را برای تیم زیر ۱۸ سال لیورپول در برابر تیم زیر ۱۸ سال اورتون به ثمر رساند.
در اکتبر ۲۰۲۳، گزارش شد که پس از درخشش در تیم‌های جوانان لیورپول، او شروع به تمرین با تیم اول زیر نظر یورگن کلوپ کرده است. در نوامبر ۲۰۲۳، او اولین بازی خود را برای تیم زیر ۲۱ سال لیورپول در پریمیر لیگ ۲ انجام داد.
انیونی در ۷ نوامبر ۲۰۲۳ اولین بازی خود را در EFL Trophy برای آکادمی و بازیکنان ذخیره باشگاه فوتبال لیورپول در برابر بارو انجام داد. او برای اولین بار در تاریخ ۱۲ نوامبر ۲۰۲۳ به عنوان یک بازیکن ذخیره در تیم روز مسابقه لیگ برتر در پیروزی ۳–۰ خانگی مقابل برنتفورد قرار گرفت. در ۲۸ فوریه ۲۰۲۴، تری اولین بازی خود را به عنوان بازیکن تعویضی برای هاروی الیوت در مسابقه جام حذفی فوتبال انگلستان در برابر ساوتهمپتون انجام داد و به لیورپول در پیروزی ۳–۰ کمک کرد. او در سن ۱۶ سال و ۲۴۳ روز به جوان‌ترین بازیکن تاریخ باشگاه تبدیل شد که در این رقابت‌ها بازی کرده است.
انیونی در ۱۵ اکتبر ۲۰۲۴ اولین قرارداد حرفه‌ای خود را با لیورپول امضا کرد. او در تاریخ ۲۹ ژانویه ۲۰۲۵ در ترکیب تیم اول لیورپول برای مسابقه لیگ قهرمانان اروپا در برابر باشگاه فوتبال پی‌اس‌وی آیندهوون قرار گرفت و به عنوان یکی از بازیکنان ذخیره نامش اعلام شد. حضور او به عنوان تعویضی در نیمه دوم برای اندرو رابرتسون در سن ۱۷ سال و ۲۱۳ روز، او را به جوان‌ترین بازیکن تاریخ باشگاه در مسابقات اروپایی تبدیل کرد و رکوردی را که فیل چارنوک در سال ۱۹۹۲ با سن ۱۷ سال و ۲۱۵ روز ثبت کرده بود، شکست.

## دوران ملی
انیونی واجد شرایط است که برای انگلستان، کشور زادگاهش، یا زیمبابوه از طریق تبعیت از والدینش بازی کند. انیونی در اوت ۲۰۲۲ در اولین بازی خود برای تیم زیر ۱۶ سال انگلستان گل زد و پاس گل داد و این بازی با نتیجه ۳–۲ به نفع انگلستان در برابر تیم زیر ۱۶ سال ایتالیا به پایان رسید. انیونی در اکتبر ۲۰۲۳ به تیم ملی فوتبال زیر ۱۷ سال انگلستان دعوت شد.
در ۲۲ مارس ۲۰۲۴، انیونی در تیم ملی فوتبال زیر ۱۸ سال انگلستان در پیروزی ۲–۱ برابر جمهوری چک در سوپر کاپ زیر ۱۸ سال در پیناتار آره‌نا اولین بازی خود را انجام داد.
در ۱۶ نوامبر ۲۰۲۴، انیونی در پیروزی مقدماتی جام ملت‌های اروپا ۲۰۲۵ در برابر بلغارستان اولین بازی خود را برای تیم ملی فوتبال زیر ۱۹ سال انگلستان انجام داد.

## زندگی شخصی
انیونی در انگلستان متولد شده و والدینش اهل زیمبابوه هستند. برادر کوچکتر او، ریس، در آکادمی لسترسیتی است.